# Kærlighed og Pædagogik
Kærlighed og Pædagogik er en dansk stumfilm fra 1918, der er instrueret af Lau Lauritzen Sr. efter manuskript af Valdemar Andersen.

## Handling
Denne artikel mangler et handlingsreferat. Hjælp os med at skrive det.

## Medvirkende
- Carl Alstrup - Aage Wilder, student
- Oscar Stribolt - Godsejer Mamses, Aages onkel
- Ulla Poulsen - Wilda, godsejer Mamses datter
- Lauritz Olsen - Jens Stramberg, lærer
- Kate Fabian